# Neuville-de-Poitou
Neuville-de-Poitou è un comune francese di 5 065 abitanti situato nel dipartimento della Vienne nella regione della Nuova Aquitania.

## Storia

### Simboli
Lo stemma compare scolpito sulla facciata del municipio.

Alias:

## Società

### Evoluzione demografica
Abitanti censiti